# Томпсон, Патрисия
Хе́лен Патри́сия То́мпсон (англ. Helen Patricia Thompson, урождённая Хелен (Елена) Джонс, известна также как Елена Владимировна Маяковская; 15 июня 1926, Нью-Йорк — 1 апреля 2016, там же) — американский философ и писатель, педагог. Дочь Владимира Маяковского и русской эмигрантки Елизаветы Зиберт.
Доктор философии, писательница, автор более чем 15 книг.

## Детство
Родилась 15 июня 1926 года в Нью-Йорке. Мать — Елизавета Петровна Зиберт (1904—1985), дочь крупного землевладельца Петра Зиберта, выходца из Германии. Отец — Владимир Владимирович Маяковский (1893—1930), русский поэт.
В 1925 году Маяковский приехал погостить к своему другу, художнику Давиду Бурлюку в Нью-Йорк, где на одном из поэтических вечеров познакомился с эмигранткой Элли Джонс (урождённой Елизаветой Зиберт). В 1926-м у неё родилась дочь. Бывший муж Элли, Джордж Джонс, поставил в свидетельстве о рождении девочки свою фамилию, чтобы её считали «законнорождённой», и стал её юридическим отцом.

### Встреча с отцом
Узнав о рождении дочери, Маяковский обрадовался и очень хотел увидеть её, но поехать снова в Америку было трудно. В 1929 году поэт получил визу для поездки в Париж. В это же время Элли с дочерью отправилась на отдых в Ниццу. Туда из Парижа и приехал Маяковский. Это была их первая и единственная встреча. 14 апреля 1930 года Владимир Маяковский застрелился. Об этом Элли узнала из газет.

## Дальнейшая жизнь
Когда дочери исполнилось девять лет, ей рассказали, кто её отец. Но это было семейной тайной: мать, а затем и отчим просили до их смерти никому не открывать правды.
В 15 лет поступила в художественную школу. Затем — в Барнард-колледж, который окончила в июне 1948 года, получив степень бакалавра юриспруденции. В 1960 году получает степень магистра социологии, в 1973 защищает ещё одну магистерскую по специальности «семейные и потребительские отношения», а в 1980 становится магистром образования по специальности «образовательные программы и преподавание».
По окончании колледжа работала редактором широко издаваемых журналов (в том числе в издательстве «Макмиллан»): делала обзоры кинофильмов, музыкальных записей, кроме того, редактировала вестерны, романы, детективы и научную фантастику.
После брака в 1954 году с американцем Уэйном Томпсон-Шерманом взяла фамилию Томпсон, а от двойного имени Хелен-Патрисия оставила только вторую часть. В 1974 году супруги развелись. Сын Роджер — адвокат, женат, но своих детей в семье нет, усыновил мальчика из Колумбии Логана (род. в 1993).
В 1991 году в возрасте 65 лет объявила широкой публике, что её настоящим отцом был Владимир Владимирович Маяковский, и попросила отныне звать её Еленой Владимировной Маяковской. В том же году вместе с сыном, Роджером Шерманом, впервые приехала в Россию. В Москве они познакомились с родственниками Маяковского, посетили музей поэта в Лубянском проезде и его могилу на Новодевичьем кладбище. Томпсон начинает активно выступать, давать интервью, рассказывать заинтересованной прессе о романе своих родителей, о единственной встрече с отцом, которая состоялась в 1929 году в Ницце и т. д.
Преподавала в Лемановском колледже Городского университета Нью-Йорка. Выпустила более пятнадцати книг, среди которых «Маяковский на Манхэттэне, история любви» (1993, рус. пер. 2003), рассказывающая о путешествии её отца по материалам разговоров с матерью и мемуаров Элли Джонс, которые та на склоне лет надиктовала на пленку. В 1993 году на симпозиуме в Нью-Йорке, посвящённом 100-летию со дня рождения Маяковского, выступила с докладом «Что значит быть дочерью Маяковского».
Активно участвовала в работе Русско-американского культурного центра «Наследие».
В 2008 году была удостоена российского Ордена Ломоносова «за высокие достижения в государственной, производственной, научно-исследовательской, социальной, культурной, общественной и благотворительной деятельности, в области науки, литературы и искусства».
1 апреля 2016 года скончалась на 90-м году жизни, о чём сообщил Государственный музей В. В. Маяковского на своей странице в фейсбуке: «С тяжёлым сердцем сообщаем о большой утрате… в пятницу утром в Нью-Йорке скончалась Хелен Патрисия Томпсон (Елена Владимировна Маяковская)».
Тело кремировано в США. Завещала развеять прах над могилой отца на Новодевичьем кладбище Москвы.

## Память
Основная экспозиция филиала Государственного музея В. В. Маяковского — «Квартира на Большой Пресне» — посвящена поездке Маяковского в США, знакомству его с Элли Джонс (Елизаветой Зиберт) и жизни их дочери — Патрисии Томпсон.

## Книги
- Томпсон П. Дж. (Маяковская Е. В.). Моё открытие Башкортостана. — Уфа: Китап, 2007. — 136 с. — ISBN 978-5-295-04074-0.
- Томпсон П. Дж. Маяковский на Манхэттене. История любви с отрывками из мемуаров Элли Джонс. — М.: Государственный музей В. В. Маяковского, 2017. — 344 с. — ISBN 978-5-902087-24-3.